# Antonio Saldaña
Antonio Saldaña fue un cacique bribri y último rey de Talamanca en Costa Rica, ostentó el cargo Brü(Rey, Jefe) figuras divinos en la cosmovisión talamanqueña procedentes del clan Salwak, puesto por el Dios Sibu. 
Perteneciente al clan Salwak («dueños del mono colorado», Ateles sp.), sucedió a su antecesor William Forbes, en 1880. Saldaña fue el rey de bribris, cabécares, teribes, changuinolas y borucas. Era reconocido por unos 3.200 indígenas y por el gobierno de Costa Rica que desde 1867 había declarado a los reyes de Talamanca como jefes políticos de la zona. Era sobrino por vía materna de Santiago Mayas, tenía tres hermanas y también tuvo tres esposas llamadas Oleria, Leonor Almengor y Aurelia Cuéllar, pues se acostumbraba la poligamia entre los bribris en aquella época. En 1882, el viajero sueco Carl Bovallius describió a Antonio Saldaña como un indio joven y bien desarrollado, de 1,80 m. Vestía en forma sencilla, pero se diferenciaba de los demás por llevar sus insignias de oro y el bastón de mando del jefe.
Se opuso a la explotación bananera de la United Fruit Company (UFCO) en sus tierras, así como a la intervención de los blancos en la educación y cultura indígenas, aunque también clamó frecuentemente al gobierno por ayuda.
Antonio Saldaña murió el 3 de enero de 1910 junto a su sobrino José, que debía sucederle, poniendo así fin a la dinastía bribri. Se sospecha que murió envenenado, algunas acusaciones apuntan a que fue envenenados por la empresa bananera UFCO por su oposición a la misma. 
Su sobrino menor, Ramón Almengor, reclamó el título pero no fue reconocido ni por el gobierno de Costa Rica ni por ninguna etnia indígena salvo los bribris, y murió de tuberculosis el 28 de enero de 1922 en el Hospital San Juan de Dios, en San José. Debido a que la herencia entre los bribris es matrilineal, el sucesor debía ser el hijo primogénito de la hermana mayor del rey, y puesto que las hermanas de Ramón no tenían hijos varones la línea real se dio por desaparecida.
Años después la descendencia de Saldaña intentó reclamar el título. En la década de 1970 Paula Palmer recogió este relato de Mr. Johnson, vecino afroantillano de la costa talamanqueña:
Antonio murió creo que en 1910. Y allí, después de su muerte, ya no tuvieron más reyes. Antonio tenía una hija llamada Victoria. Ella no tuvo hijos, así que la tribu fue decayendo. El hermano de Antonio tuvo algunos hijos, pero estaban aquí los padres católicos romanos y, como tenían una escuela allí en Talamanca, le dieron estudio a uno de los muchachos. Ese muchacho está ahora en Inglaterra. Volvió aquí hace unos cinco años y se suponía que era para quedarse. Llevó un grupo de indios a San José y habló con el gobierno para ver si lo reconocían como rey heredero de su tío abuelo y le dijeron que sí. Seguro que le pareció raro volverse al monte después de vivir en una gran ciudad. Se fue a Inglaterra.
No obstante esto se creyó así, hasta que a la entrada del siglo XXI, el clan Salwak, el clan de la realeza bribri-cabecar seguían existiendo y no estaban extintos, así que los descendientes de Antonio Saldaña volvieron a reorganizarse y según el orden de linaje, entre la familia Salwak, en el año 2010 le llegó corresponder ocupar el trono vacío a Ana Maura Vargas de clan Salwak y nieta del Rey Antonio Saldaña, actualmente no es reconocida oficialmente por el gobierno costarricense ni por las diferentes etnias indígenas, salvo algunos indígenas de diferentes territorios.
Todo está falta de reconocimiento es porque el gobierno ha impuesto autoridades ajenas no tradicionales a los actuales reservas indígenas de Talamanca y otros territorios indígenas, dejando de un lado la figura tradicional del Rey (Bru).
Pero aparte de eso y sin un poder otorgado y reconocida oficialmente como autoridad tradicional talamanqueña, Ana Maura es conocida como la Reina Ana Maura por algunos indígenas que se identifican con la figura tradicional del Bru'pawak, y ella sigue en una lucha con grupos de ancianos de diferentes territorios la reivindicacion de la autoridad ancestral de acuerdo a la cosmovisión talamanqueña entre las diferentes etnias indígenas, antiguos súbditos del Rey Antonio Saldaña.

## Genealogía
|  |  |             |             |             |             |             |             |            |            |            |            |                   |                   |                   |                   |                   |                   |               |               |  |  |            |            |            |            |            |            |  |  |  |  |  |  |  |  |  |  |  |  |  |  |  |  |
|  |  |             |             |             |             |             |             |            |            |            |            |                   |                   |                   |                   |                   |                   |               |               |  |  |            |            |            |            |            |            |  |  |  |  |  |  |  |  |  |  |  |  |  |  |  |  |
|  |  | Rey Satiago | Rey Satiago | Rey Satiago | Rey Satiago | Rey Satiago | Rey Satiago |            |            |            |            | Madre desconocida | Madre desconocida | Madre desconocida | Madre desconocida | Madre desconocida | Madre desconocida |               |               |  |  |            |            |            |            |            |            |  |  |  |  |  |  |  |  |  |  |  |  |  |  |  |  |
|  |  | Rey Satiago | Rey Satiago | Rey Satiago | Rey Satiago | Rey Satiago | Rey Satiago |            |            |            |            | Madre desconocida | Madre desconocida | Madre desconocida | Madre desconocida | Madre desconocida | Madre desconocida |               |               |  |  |            |            |            |            |            |            |  |  |  |  |  |  |  |  |  |  |  |  |  |  |  |  |
|  |  |             |             |             |             |             |             |            |            |            |            |                   |                   |                   |                   |                   |                   |               |               |  |  |            |            |            |            |            |            |  |  |  |  |  |  |  |  |  |  |  |  |  |  |  |  |
|  |  |             |             |             |             | Rey Birche  | Rey Birche  | Rey Birche | Rey Birche | Rey Birche | Rey Birche |                   |                   | Juana Saldaña     | Juana Saldaña     | Juana Saldaña     | Juana Saldaña     | Juana Saldaña | Juana Saldaña |  |  | Rey Willie | Rey Willie | Rey Willie | Rey Willie | Rey Willie | Rey Willie |  |  |  |  |  |  |  |  |  |  |  |  |  |  |  |  |
|  |  |             |             |             |             | Rey Birche  | Rey Birche  | Rey Birche | Rey Birche | Rey Birche | Rey Birche |                   |                   | Juana Saldaña     | Juana Saldaña     | Juana Saldaña     | Juana Saldaña     | Juana Saldaña | Juana Saldaña |  |  | Rey Willie | Rey Willie | Rey Willie | Rey Willie | Rey Willie | Rey Willie |  |  |  |  |  |  |  |  |  |  |  |  |  |  |  |  |
|  |  |             |             |             |             |             |             |            |            |            |            |                   |                   | Antonio Saldaña   |                   |                   |                   |               |               |  |  |            |            |            |            |            |            |  |  |  |  |  |  |  |  |  |  |  |  |  |  |  |  |